# Giovanni Inzerillo
Giovanni Inzerillo (Brooklyn, 30 aprile 1972) è un imprenditore italiano, sospettato di essere collegato all'organizzazione mafiosa Cosa nostra.

## L'infanzia
Figlio del boss di Palermo Salvatore Inzerillo e di Filippa Spatola.
A nove anni gli muore il padre, ucciso su ordine di Totò Riina, durante la Seconda guerra di mafia e poco tempo dopo verrà assassinato anche suo fratello maggiore Giuseppe Inzerillo.
La famiglia Inzerillo scappa tutta negli Stati Uniti, ma lui e la madre restano a Palermo protetti da "amici". Venne cresciuto da Alessandro Mannino, fidatissimo uomo del padre.

## Carriera
Ufficialmente fa l'imprenditore edile.
Nel 2004 la polizia inizia a pedinarlo e vede che sale su un aereo per Toronto con il trafficante Filippo Casamento.
Si sposò a Montemaggiore Belsito con la Mazzeo figlia di un noto cavaliere (senza stemma). Gli invitati furono molti capi mafia.
Riuscì a fuggire all'Operazione Gotha del 2006 ma fu arrestato con l'Operazione Old Bridge del febbraio 2008. Fu processato con i suoi pro-cugini Gambino ma fu assolto.